# Avenida Assis Chateaubriand

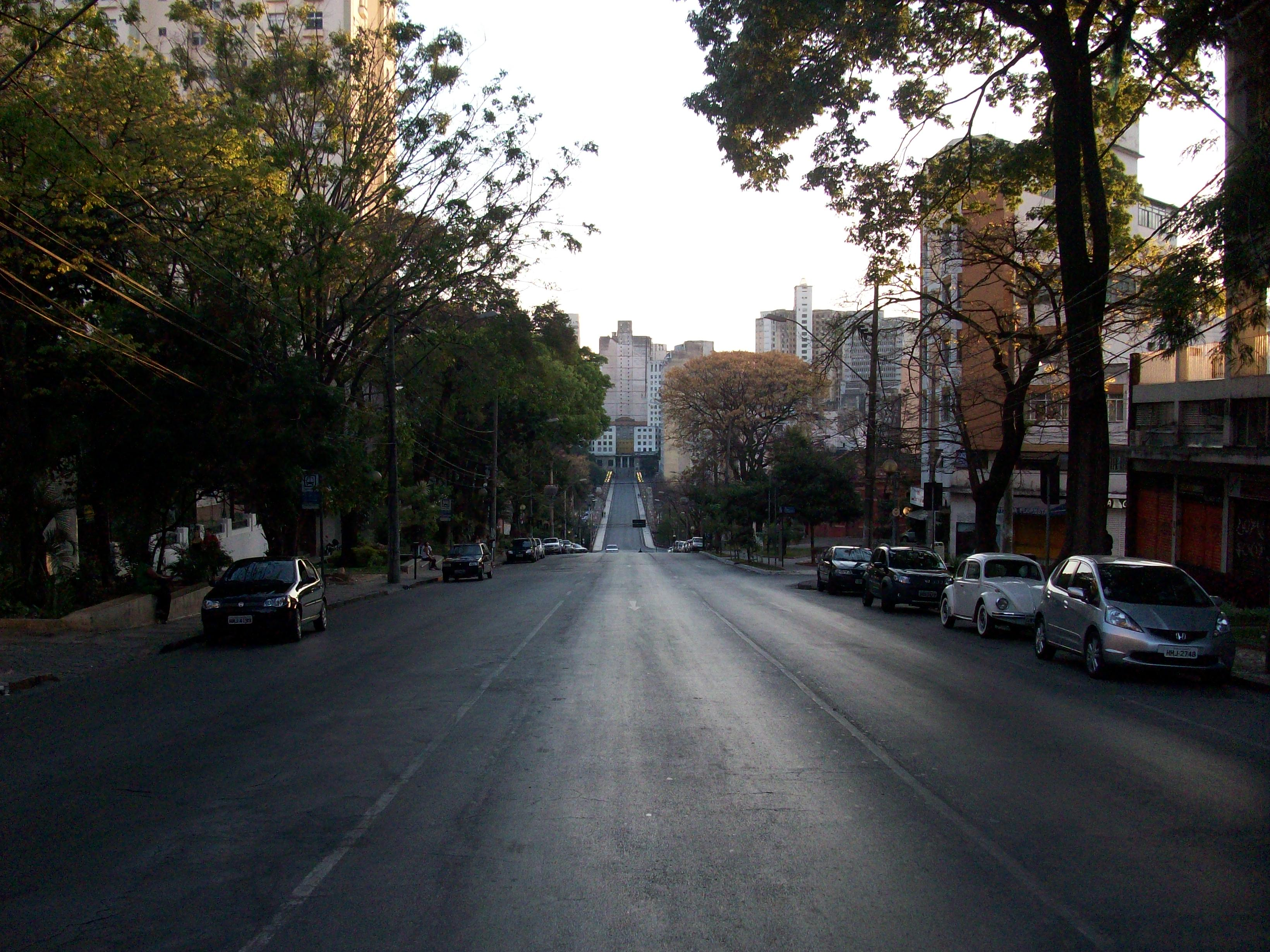
A avenida Assis Chateaubriand.

A Avenida Assis Chateaubriand é uma avenida localizada no bairro da Floresta, em Belo Horizonte. Por ocasião da fundação da cidade, denominava-se Avenida Tocantins e era uma das vias que delimitavam o Parque Municipal Américo Renné Giannetti.
A avenida abrigou durante dez anos a sede da Rede Minas.